# Joachim Schwatlo-Gesterding
Joachim Schwatlo-Gesterding (* 2. März 1903 in Stralsund; † 27. Januar 1975 in Bonn) war ein deutscher Offizier, der Generalmajor der Wehrmacht und in der Bundeswehr Brigadegeneral und zuletzt Generalleutnant war.

## Leben
Schwatlo-Gesterding trat im Januar 1919 als Freiwilliger in die Garde-Kavallerie-Schützen-Division ein. Von Juli 1919 bis Juli 1920 diente er im 5. Marine-Infanterie-Regiment der Marine-Brigade von Loewenfeld. Ab 1920 war er in der Reichswehr; er diente im 5. (Preußischen) Infanterie-Regiment. Von 1932 bis 1935 erhielt er eine Generalstabsausbildung. Im Zweiten Weltkrieg war er in verschiedenen Generalstäben eingesetzt. 1942 wirkte er als Erster Generalstabsoffizier (Ia) in der 68. Infanterie-Division. Im Anschluss war er unter anderem Chef des Generalstabes der 17. Armee und seit dem 15. Oktober 1942 bis Mai 1944 Chef des Generalstabes vom VII. Armeekorps. Am 21. November 1943 wurde ihm das Deutsche Kreuz in Gold verliehen. In den letzten Maitagen des Krieges führte er als Kommandeur die 253. Infanterie-Division. Die 253. ID kapitulierte in der Nähe von Prag bei Deutsch Brod. Schwatlo-Gesterding wurde erst 1955 aus der sowjetischen Kriegsgefangenschaft entlassen.
1957 trat er als Brigadegeneral in die Bundeswehr ein. 1958 bis 1960 war Schwatlo-Gesterding Stellvertretender Inspekteur des Heeres. Ab dem 1. Oktober 1961 bis zum 31. März 1964 wirkte er als Befehlshaber des Kommandos Territoriale Verteidigung und wurde dann in den Ruhestand verabschiedet.